# Mercedez
Nina Mercedez, o solamente Mercedez (Corpus Christi, 10 novembre 1979) è un'ex attrice pornografica statunitense.

## Biografia
Le origini della sua famiglia sono una combinazione di etnia messicana e spagnola, e come pure riportato sul suo sito presente su "My Space" i suoi nonni materni erano di origini italiane. Come molte modelle, sostiene di non essere stata molto carina durante la sua adolescenza. Partecipò a una trasmissione presentata da Jenny Jones intitolata "From Geek To Chic" in cui si contrapponeva il suo aspetto passato e presente. Lasciò presto la scuola e iniziò ben presto a svolgere diversi lavori. Ha lavorato anche presso Denny's, OfficeMax, e Barnes & Noble. Più tardi lavorò come barista e lavorò come ragazza immagine per Budweiser e ragazza calendario per Tejano.
Iniziò a lavorare come ballerina di lap dance in un club chiamato Heartbreakers. Dopo qualche anno di lavoro come ballerina, nel giugno 2000 realizzò un servizio fotografico per la rivista Penthouse. In questo stesso periodo, iniziò anche a esibirsi nei suoi spettacoli completamente nuda. Grazie all'espressione del suo sguardo e al suo fisico le permisero di vincere molti titoli quali "Miss Nord America Nuda" nel 2001 "Ballerina Esotica dell'anno" nel 2002, e "Miss Universo Nuda" nel 2003.
Subito dopo esser diventata Miss Universo Nuda, Mercedez siglò un contratto di esclusiva per la Vivid Entertainment. La sua prima scena in un film per adulti fu con Mario Rossi in So I Married A Pornstar. Nel gennaio 2006 dichiarò in una intervista per AVN che non avrebbe rinnovato il contratto per la Vivid Entertainment. Sempre nel 2006, ha profondamente rinnovato il suo sito internet iniziando a includere video porno. Dopo una pausa di due anni, nel 2010 è rientrata nell'industria pornografica.
È una grande fan del Wrestling e provò a iscriversi al WWE Diva Search, ma non riuscì a prenderne parte. Nel suo sito su My Space è presente anche una dedica a Eddie Guerrero. Mercedez ha un serpente colorato tatuato sull'addome destro per coprire una cicatrice orizzontale.

## Riconoscimenti
- 2001: Miss Nude North America
- 2001: Miss Nude International
- 2002: Adult Nightclub & Exotic Dancer Award Gewinner – Exotic Dancer/Entertainer of the Year[2]
- 2002: Penthouse Golden G-String Award[2]
- 2003: Miss Nude Universe
- 2004: Adult Nightclub & Exotic Dancer Award Gewinner – Exotic Dancer's Adult Performer of the Year[2]
- 2006: AVN Award nominee – Best Anal Sex Scene – Film
- 2007: AVN Award nominee – Best Actress – Video
- 2007: F.A.M.E. Award finalist – Hottest Body[3]
- 2008: F.A.M.E. Award finalist – Favorite Breasts[4]
- 2008: AVN Award nominee – Best All-Girl Sex Scene – Video
- 2009: AVN Award nominee – Best All-Girl Group Sex Scene
- 2009: AVN Award nominee – Best All-Girl 3-Way Sex Scene
- 2009: Fame Registry winner – Most Luscious Latina[5]
- 2011: Adult Nightclub & Exotic Dancer Awards Gewinner – Miss ExoticDancer.com of the Year[6]
- Latina Porn Awards – Performer of the Decade[7]

## Filmografia

### Attrice
- Another Woman's Eyes (2003)
- Cotton Candy (2003)
- Driving Mercedez Wild (2003)
- Face Down Ass Up (2003)
- Lay Me Down (2003)
- So I Married a Pornstar (2003)
- Sweetie Baby (2003)
- Where the Boys Aren't 16 (2003)
- White Hot (2003)
- Women in Uniform (2003)
- Acting Out (2004)
- Adult Video News Awards 2004 (2004)
- Before I Wake (2004)
- Coming On Set (2004)
- Diary of an Orgy (2004)
- Emotions (2004)
- Gathering Of Thoughts (2004)
- Hind Sight (2004)
- Kira At Night (2004)
- L'affaire (2004)
- Last Girl Standing (2004)
- Out of Control (2004)
- Perfect Kiss (2004)
- Poke Her (2004)
- Sex Drive (2004)
- This Is the Girl (2004)
- Where the Boys Aren't 17 (2004)
- Bare Naked (2005)
- Bellisima (2005)
- Bodacious Babes of Napali Video (2005)
- Busty Latin Bombshells (2005)
- Freeze Frame (2005)
- Karma (2005)
- Lil Jon's Vivid Vegas Party (2005)
- Monster Tits (2005)
- New Royals: Mercedez (2005)
- Take My Wife (2005)
- VIP 54 (2005)
- Who Do You Love (2005)
- Zipless (2005)
- Blue Collar (2006)
- Grudge (2006)
- Illicit (2006)
- Industry (2006)
- Latina Anal Heartbreakers (2006)
- Party Mouth (2006)
- Smother Sisters (2006)
- Virtual Sex with Mercedez (2006)
- Mercedez Takes Control (2007)
- Star 69: DD (2007)
- Where the Boys Aren't 18 (2007)
- Busty Beauties: Breast Meat (2008)
- Chop Shop Chicas (2008)
- Go Fuck Myself 5 (2008)
- Lascivious Latinas 7 (2008)
- Lesbians Love Sex 2 (2008)
- Muy Caliente 5 (2008)
- Naughty Office 11 (2008)
- Star 69: Strap Ons (2008)
- Swimsuit Calendar Girls 1 (2008)
- Thrust (2008)
- Where the Boys Aren't 19 (2008)
- In the Army Now (2009)
- Net Skirts 4.0 (2010)
- Barefoot Pussy Pleasure (2011)
- Big Tits Round Asses 23 (2011)
- Busty Beauties: The A List 6 (2011)
- Cherry 1 (2011)
- Cherry 2 (2011)
- Girlfriends 3 (2011)
- Grindhouse XXX: A Double Feature (2011)
- Intimate Encounters 1 (2011)
- Lesbian Love (2011)
- Lesbian Seductions 36 (2011)
- Net Skirts 6.0 (2011)
- Popular Demand (2011)
- Sexual Obsession (2011)
- Sexy (2011)
- Sexual Icon (2012)
- Adam & Eve's Legendary Latinas (2013)
- Barefoot Girls Get Naughty (2013)
- Hot and Mean 8 (2013)
- Hot N Thirsty Latinas (2013)

### Regista
- Latina Anal Heartbreakers (2006)
- Mercedez Takes Control (2007)
- Thrust (2008)
- Popular Demand (2011)